# Pestsäule
Pestsäulen sind Denkmäler, die an die Zeit der Pest erinnern bzw. als Dank für deren Erlöschen gestiftet wurden.
Pestsäulen stellen meist die Heilige Dreifaltigkeit, die Muttergottes oder andere Pestheilige wie die hll. Rosalia, Sebastian oder Rochus dar. Daneben gibt es auch sogenannte Pestkreuze. Pestsäulen wurden im Volksmund auch „Heilige Säulen“ genannt.
In der Barockzeit wurde die erste Pestsäule der Habsburgermonarchie am Wiener Graben nach dem Abklingen der Pestepidemie von 1679 errichtet und fand eine große Zahl von Nachfolgebauten im gesamten Gebiet der Monarchie. Diese das Stadtbild prägenden Dreifaltigkeitssäulen können, außer als Votivspende nach dem Erlöschen der Pest, als Symbol des Sieges der katholischen Reform und Gegenreformation über den Protestantismus aufgefasst werden. Zusätzlich stellen die Säulen ein Symbol der Zugehörigkeit des Landes zur katholischen Monarchie der Habsburger dar, wie zum Beispiel die Ikonographie der Wiener Pestsäule belegt. In manchen Fällen stand aber nicht so sehr die Frömmigkeit des Stifters im Vordergrund, sondern Prestigegründe bzw. der Wunsch, ein hauptstädtisches Denkmal zu besitzen.
Viele Pestsäulen sind der Hl. Mutter Gottes gewidmet, weil sie im katholischen Glauben die Fürsprecherin in Notzeiten ist. Pestsäulen, die Maria gewidmet sind (sogenannte Mariensäulen), sind aber auch ein Ausdruck zunehmender Marienverehrung, wie sie nach schweren Zeiten immer wieder zu beobachten ist.

„Hier wacht der Hund, verteidigen die Pfeile, [und] heilen die Lilien; so helfen Lilien, Pfeile, [und] der Hund.“

„Die wüste Seuche sei fern von Heimat und Haus“

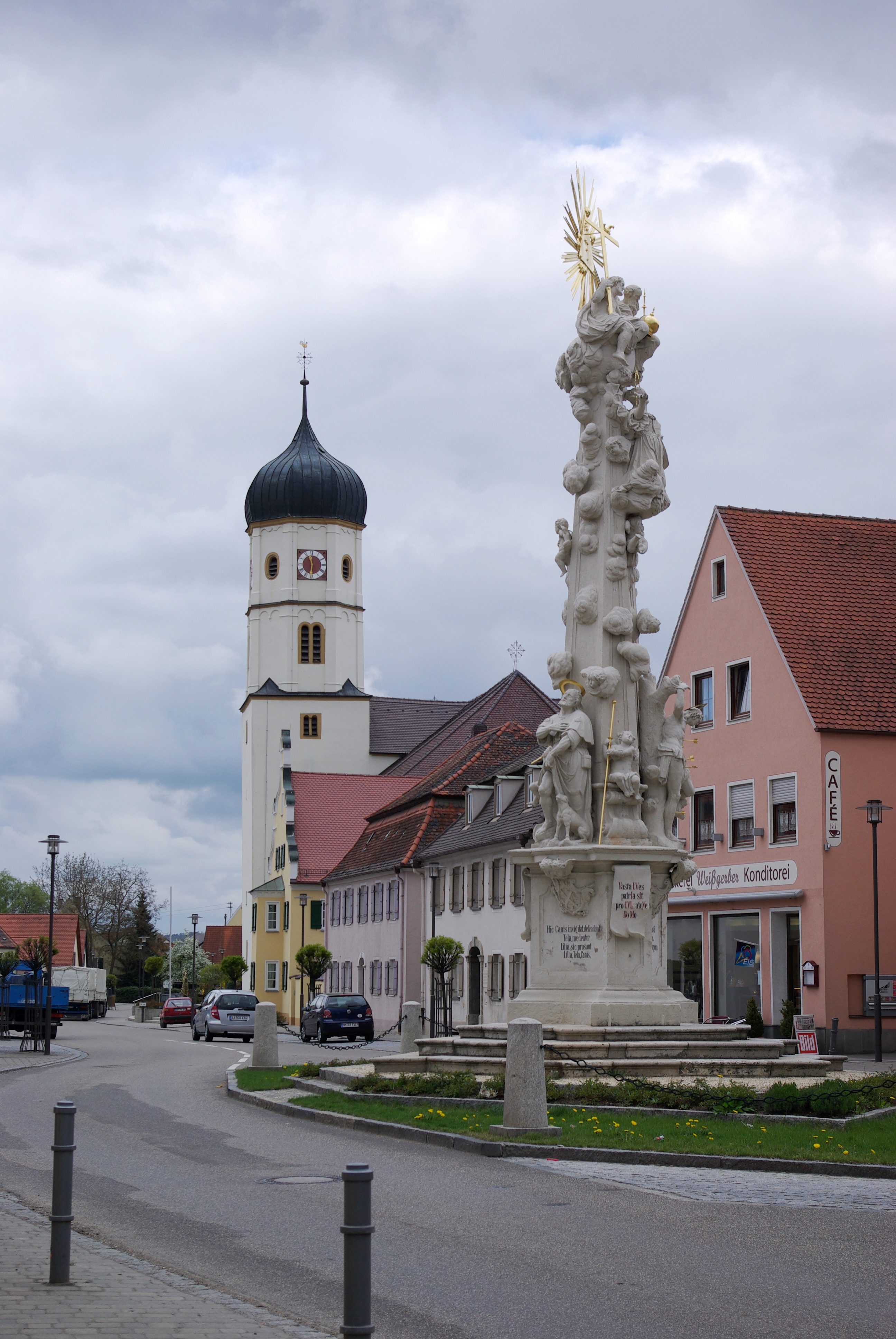
Pestsäule in Wallerstein.
Linke Inschrift:
Hier wacht der Hund, verteidigen die Pfeile, [und] heilen die Lilien; so helfen Lilien, Pfeile, [und] der Hund.
^{Hund (St. Rochus), Pfeile (St. Sebastian) und Lilien (St. Antonius) sind Attribute der Heiligen, die auch bei Pest und Seuchen angerufen werden.}
Rechts das Chronogramm
Die wüste Seuche sei fern von Heimat und Haus
ergibt 1722.
Links der Heilige Rochus, rechts der Heilige Sebastian

Pestsäulen befinden sich unter anderem in:

## Deutschland
- Vachendorf an der Siegsdorfer Straße (Bayern)
- Vachendorf am Maibaum (Bayern)
- Vachendorf, Ortsteil Mühlen
- Ismaninger Pestsäule (Bayern)
- Kirchseeoner Pestsäule (Bayern)
- Pestsäule in Eching am Ammersee (Bayern)
- Reifland (Ortsteil von Lengefeld, Erzgebirgskreis, Sachsen)
- in Wallerstein (Bayern)
- Betsäule von Halle (Saale)
- in Eberhardsberg (Bayern)
- Atzing (Ortsteil des Marktes Windorf, Landkreis Passau, Bayern)

## Österreich
Burgenland

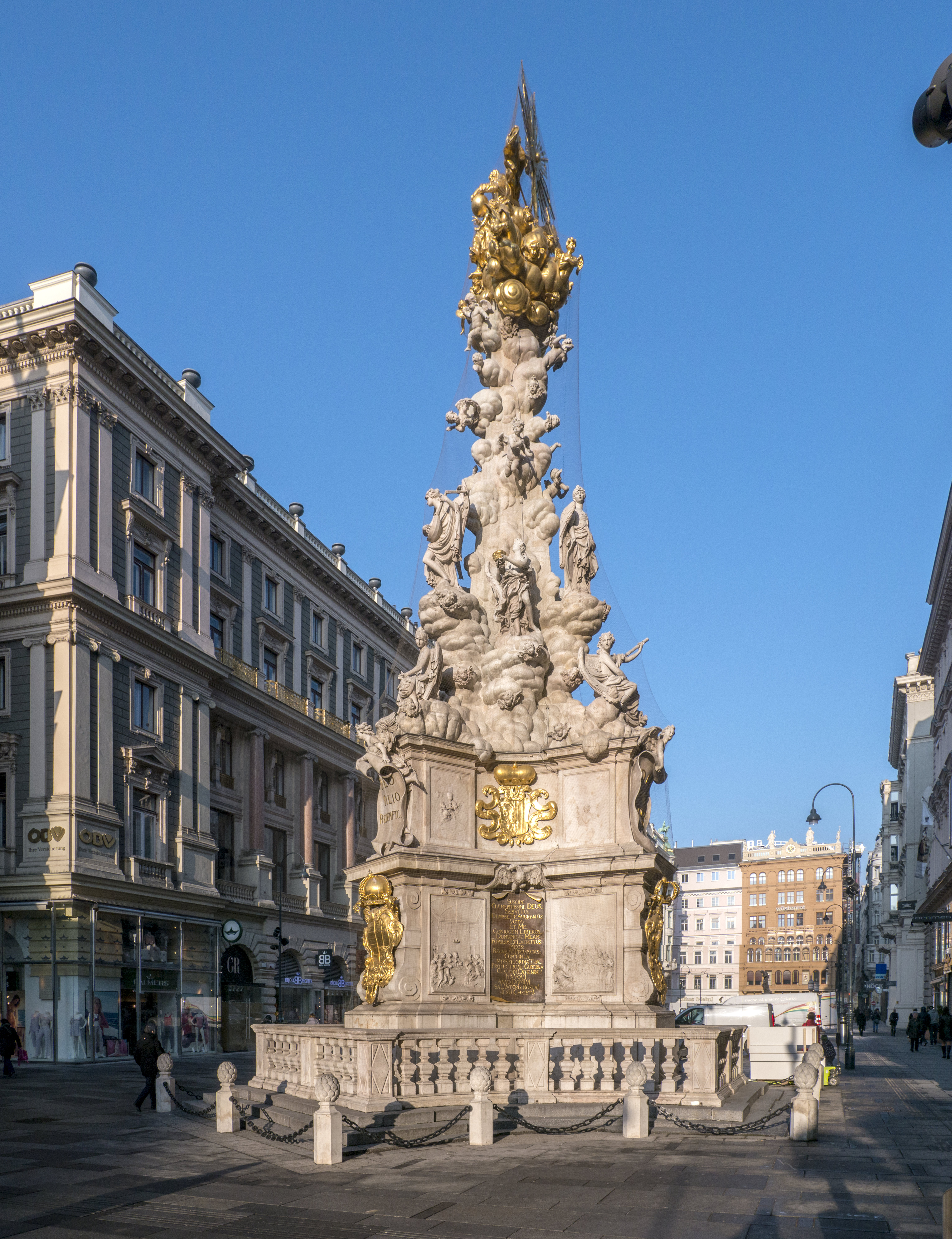
Pestsäule am Wiener Graben

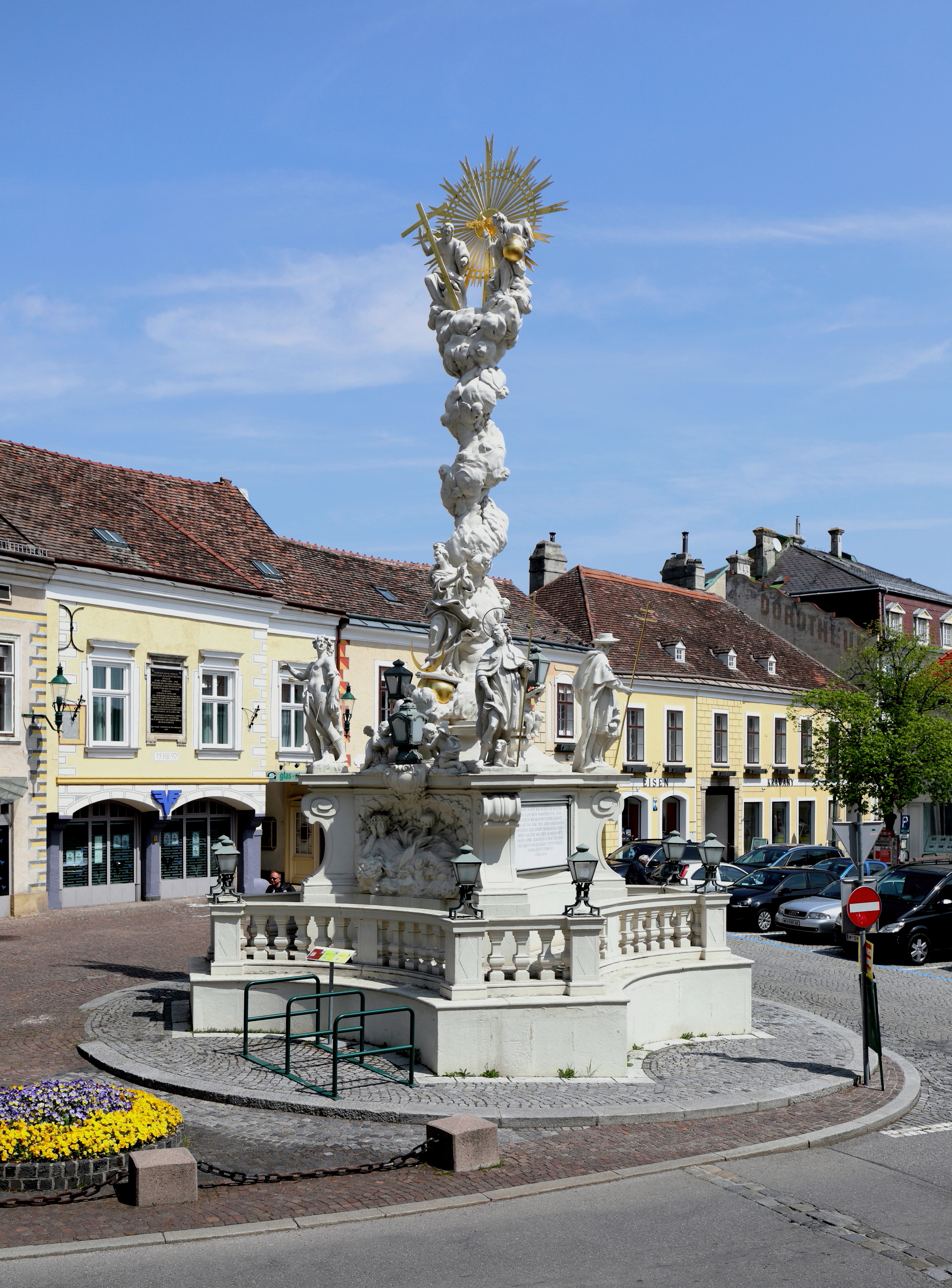
Mödlinger Pestsäule (1714)

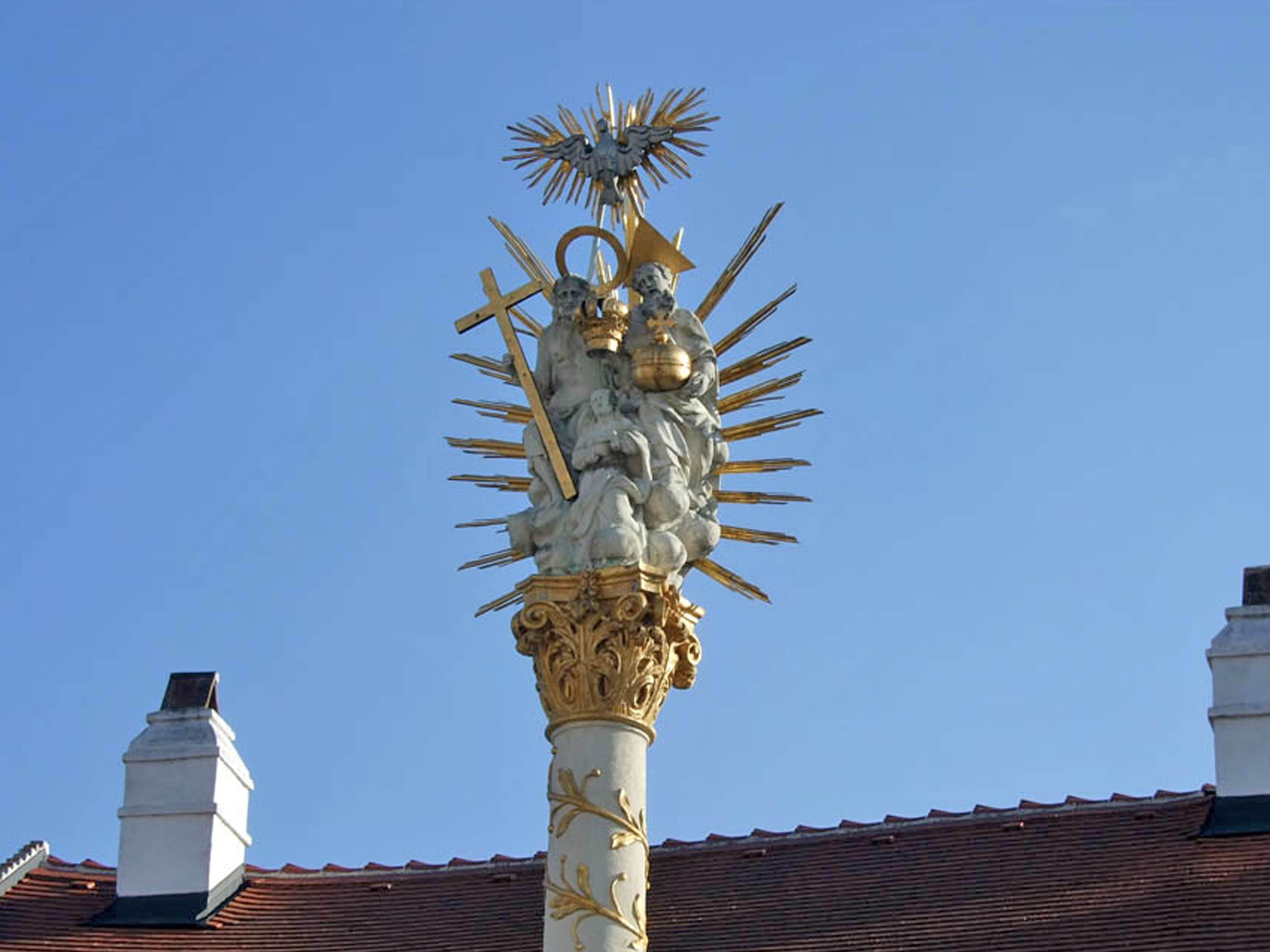
Ehrensäule der Heiligsten Dreifaltigkeit in Eisenstadt (1713)

- Pestsäule in Deutschkreutz an der Hauptstraße
- Pestsäule in Eisenstadt in der Hauptstraße (Ehrensäule der Heiligsten Dreifaltigkeit)

Kärnten
- Dreifaltigkeitssäule in Klagenfurt am Alten Platz
- Pestsäule in Wolfsberg

Niederösterreich
- Dreifaltigkeitssäule in Baden bei Wien
- Dreifaltigkeitssäule in Bruck an der Leitha
- Dreifaltigkeitssäule in Enzersdorf an der Fischa
- Tutzsäule in Klosterneuburg
- Pestsäule in Korneuburg
- Pestsäule in Langenlois
- Mödlinger Pestsäule
- Pestsäule in Oberzögersdorf
- Dreifaltigkeitssäule Perchtoldsdorf
- Dreifaltigkeitssäule Poysdorf
- Mariensäule in St. Pölten
- Pestsäule Stockerau
- Pestsäule Traiskirchen
- Dreifaltigkeitssäule Zwettl

Oberösterreich
- Dreifaltigkeitssäule in Eferding
- Dreifaltigkeitssäule in Linz, auf dem Hauptplatz

Steiermark
- Pestsäule in Seckau
- Pestsäule in Leoben am Hauptplatz
- Dreifaltigkeitssäule in Graz-Innere Stadt am Karmeliterplatz (ursprünglich am Grazer Hauptplatz aufgestellt)
- Pest- und Mariensäule in Graz-Lend am Lendplatz
- Ecce-Homo-Säule in Graz-Gries am Griesplatz
- Mariensäule (Oberwölz)

Wien
- Beschornerkreuz in Wien
- Dreifaltigkeitssäule in Wien-Landstraße, Radetzkystraße, Rettungszentrale
- Dreifaltigkeitssäule in Wien-Neubau, Burggasse, St. Ulrichskirche
- Dreifaltigkeitssäule Jedlersdorfer Straße
- Wiener Pestsäule auf dem Graben

## Polen
- Mariensäule in Kłodzko, ehemalige Grafschaft Glatz, jetzt Niederschlesien
- Mariensäule in Międzylesie

## Rumänien
- Mariensäule (Klausenburg)
- Dreifaltigkeitssäule, auf der Piața Unirii (Timișoara)

## Schweiz
- in Astano (Tessin)
- in Bedigliora (Tessin)

## Slowakei
- in Banská Štiavnica

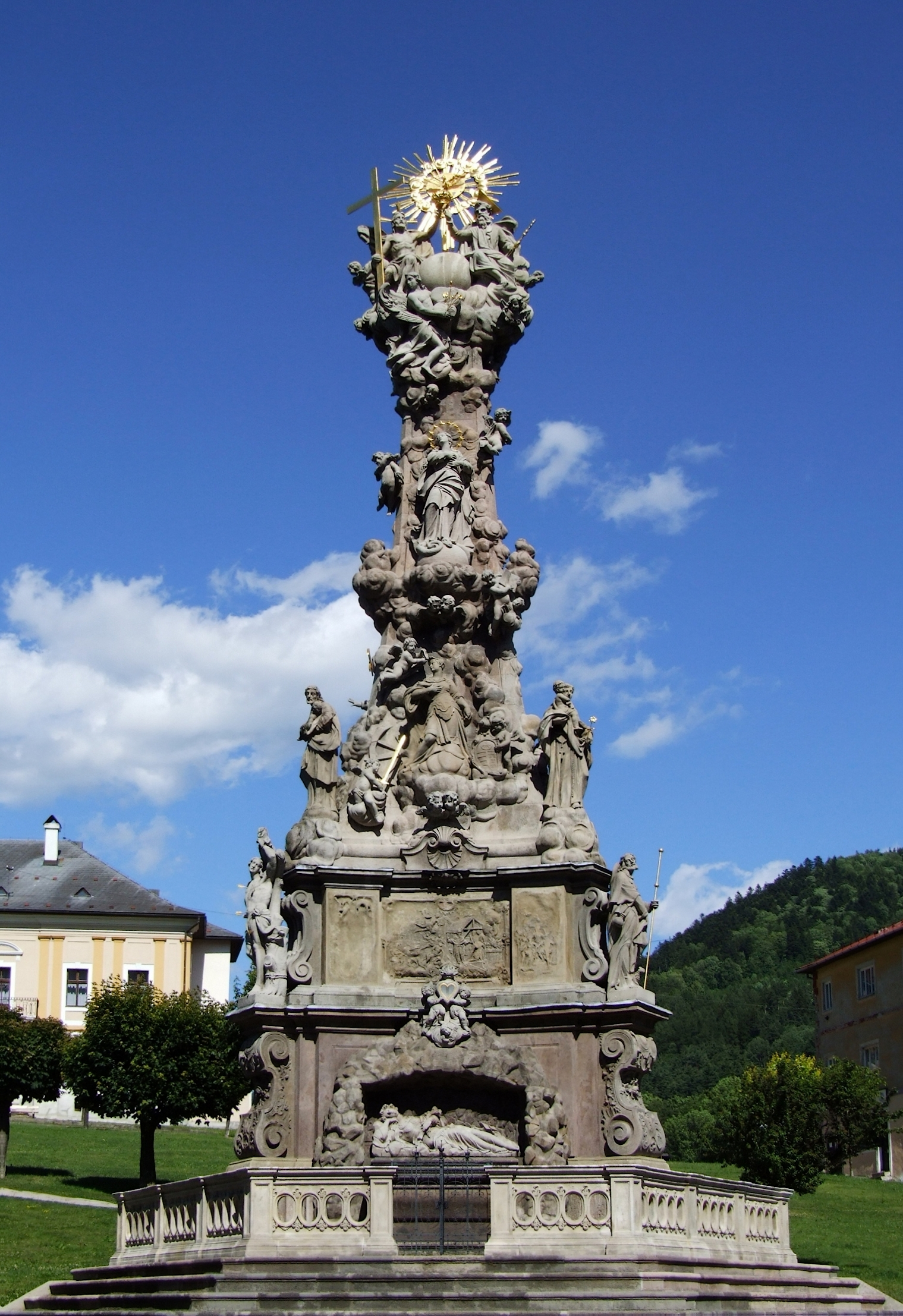
Pestsäule in Kremnica, Slowakei

- in Bratislava, 1703, Bildhauer Jozef Sartory, auf dem Rybné námestie[2]
- in Kremnica, 18. Jahrhundert, 20 Meter hoch, am Stadtplatz
- Mariensäule in Nitra

## Tschechien
- in Blíževedly (Region Liberec)

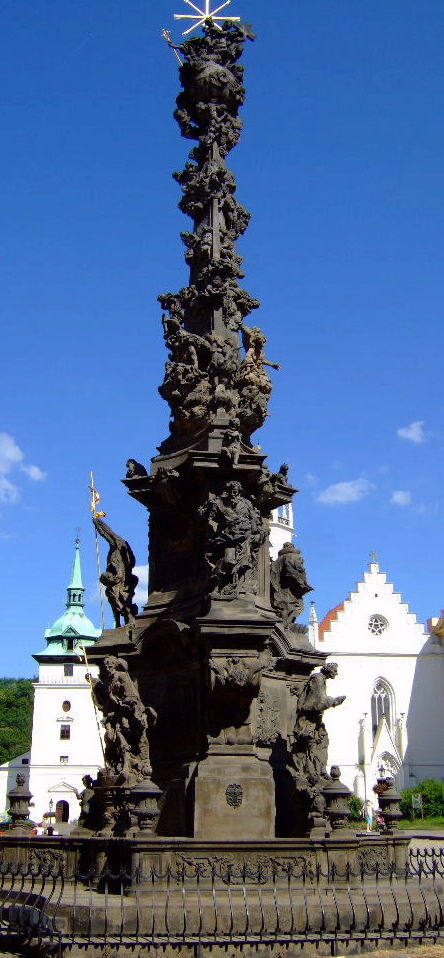
Pestsäule in Teplice, Tschechien

- in Broumov (Region Hradec Králové)
- in Chrudim (Region Pardubice)
- in Drnholec (Südmährische Region)
- in Duchcov (Region Teplice)
- in Fulnek (Region Mähren-Schlesien)
- in Hrádek u Znojma (Südmähren)
- in Hoštka (Region Ústí)
- in Jablonné v Podještědí (Region Liberec)
- in Jindřichův Hradec
- in Kadaň (Westböhmen)
- in Kroměříž
- in Litovel (Region Olmütz)
- in Loket (Westböhmen)
- in Nové Město nad Metují (Region Hradec Králové)
- Dreifaltigkeitssäule (Nejdek)
- Dreifaltigkeitssäule in Olmütz (sloup Nejsvětější Trojice) geschaffen 1716–1754, mit 35 Metern Höhe das größte Bauwerk seiner Art im Gebiet der ehemaligen Habsburgermonarchie
- in Osečná (Region Liberec)
- in Pilsen (Region Pilsen)
- in Polička (Region Svitavy)
- Mariensäule in Prag errichtet 1650 als vierte Mariensäule Europas; der Mittagsschatten dieser Säule diente als Meridian, der die Prager Ortszeit festlegte; Nov. 1918 als Symbol der Habsburger Herrschaft zerstört und 2020 wiedererrichtet.
- in Rovensko pod Troskami (Region Liberec)
- in Rychnov u Jablonce nad Nisou (Region Liberec)
- in Sadská (Mittelböhmen)
- in Sokolov (Region Karlovy Vary)
- in Teplice (Region Ústí nad Labem)
- in Týnec nad Labem (Mittelböhmen)
- in Třeboň (Südböhmen)
- in Valtice (Südmähren) Morový sloup von 1680
- in Zákupy (Region Liberec)
- in Žamberk (Region Pardubice)
- in Žďár nad Sázavou (Region Vysočina)
- in Znojmo (Südmähren)

## Ungarn
- Dreifaltigkeitssäule in Budapest, Burg von Buda
- in Pécs (Komitat Baranya)
- in Sopron (Komitat Győr-Moson-Sopron)
- in Gödöllő (Komitat Pest)

## Bilder

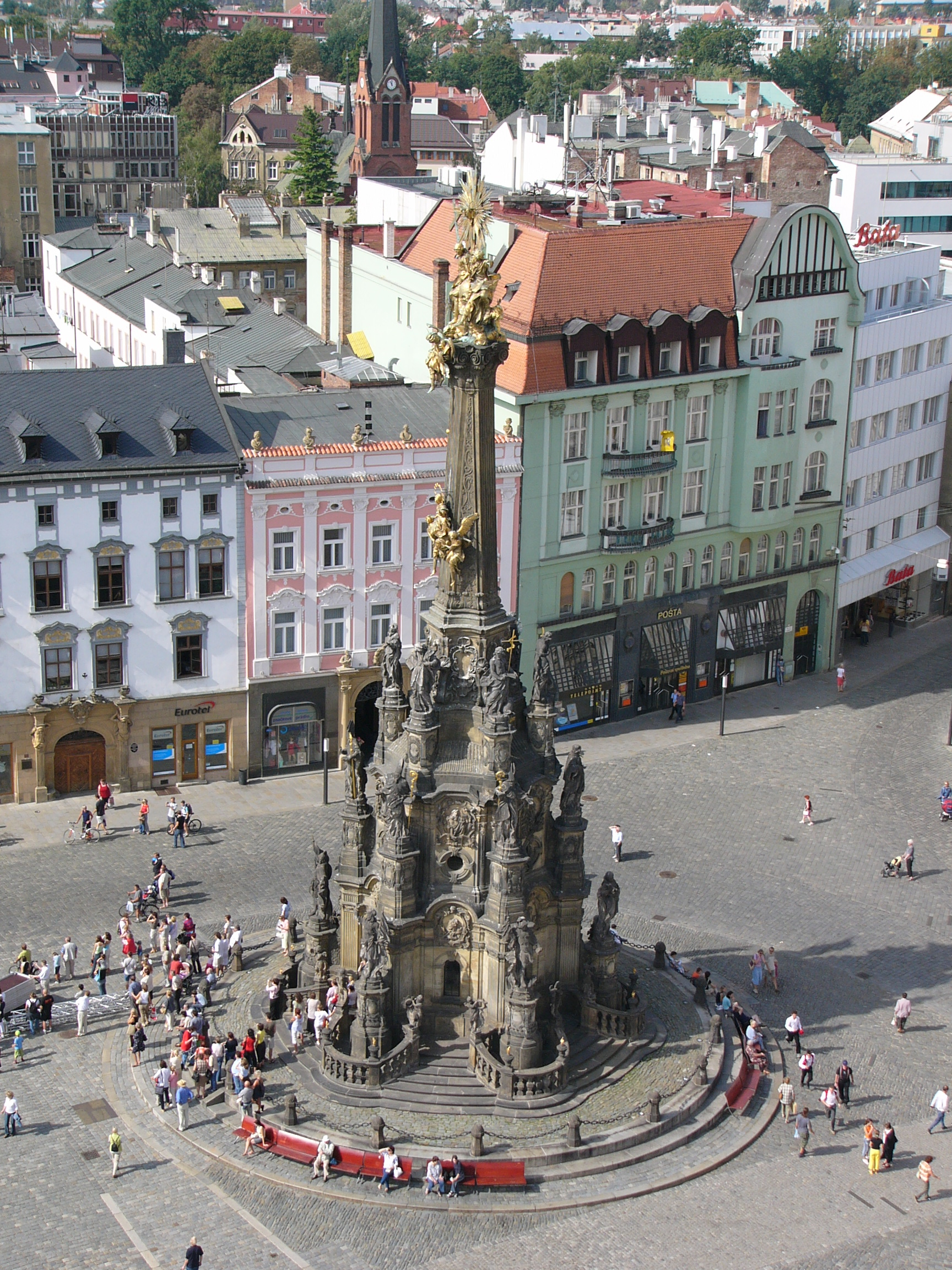
Olomouc (1716–1754)
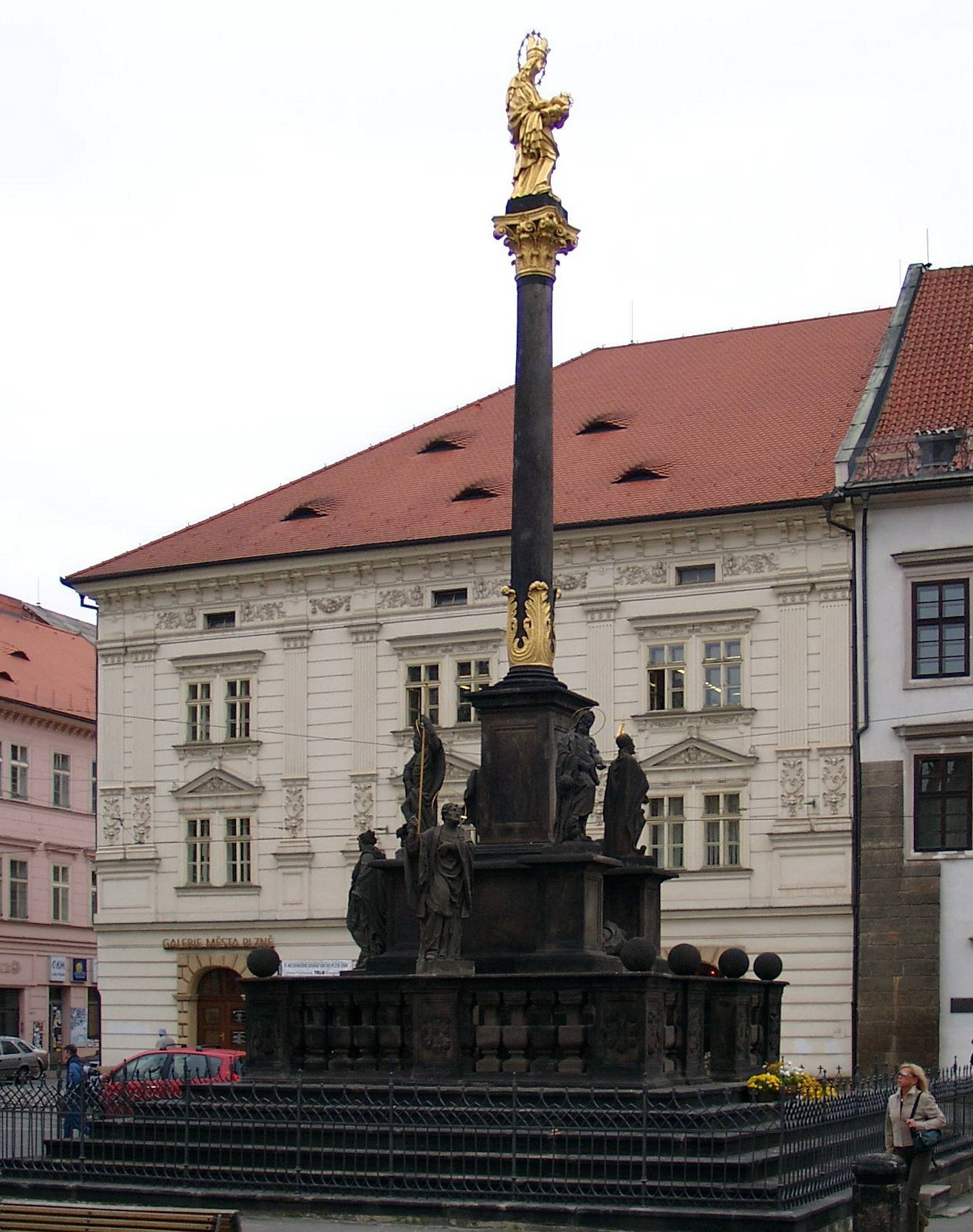
Pilsen (1691)
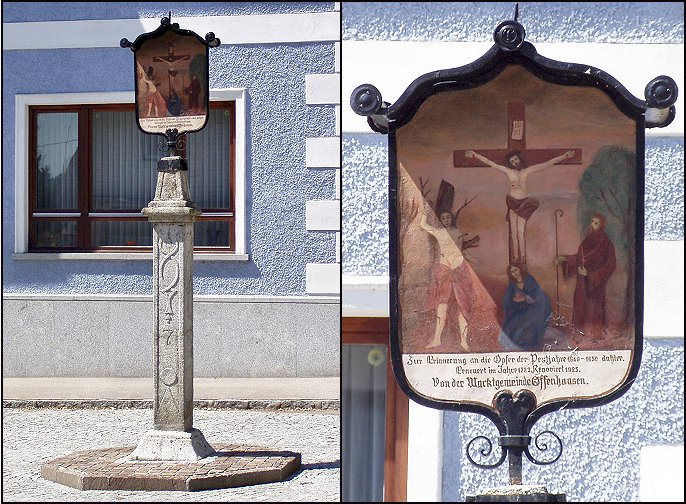
Offenhausen (1650)
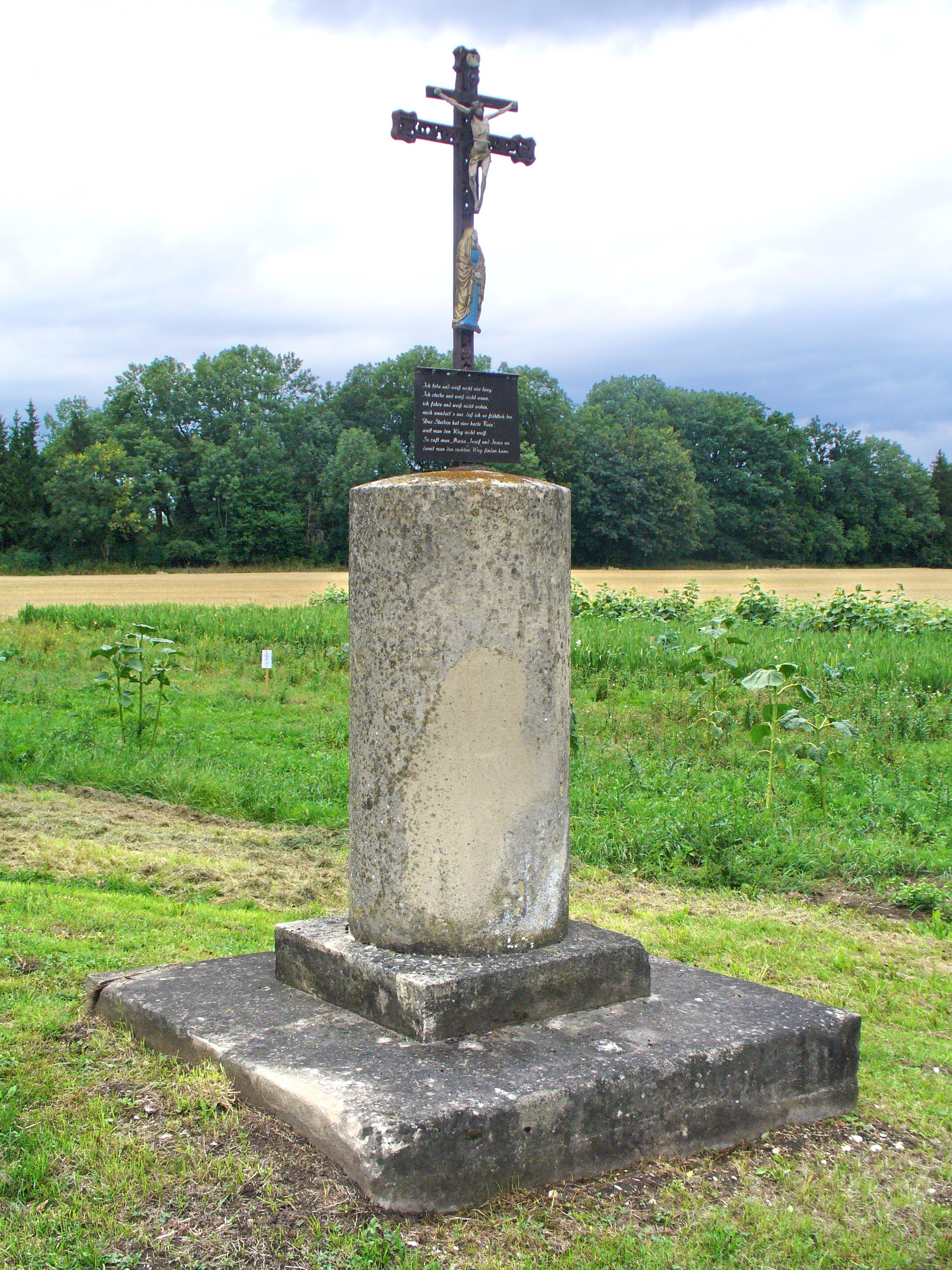
Ismaning (1818)
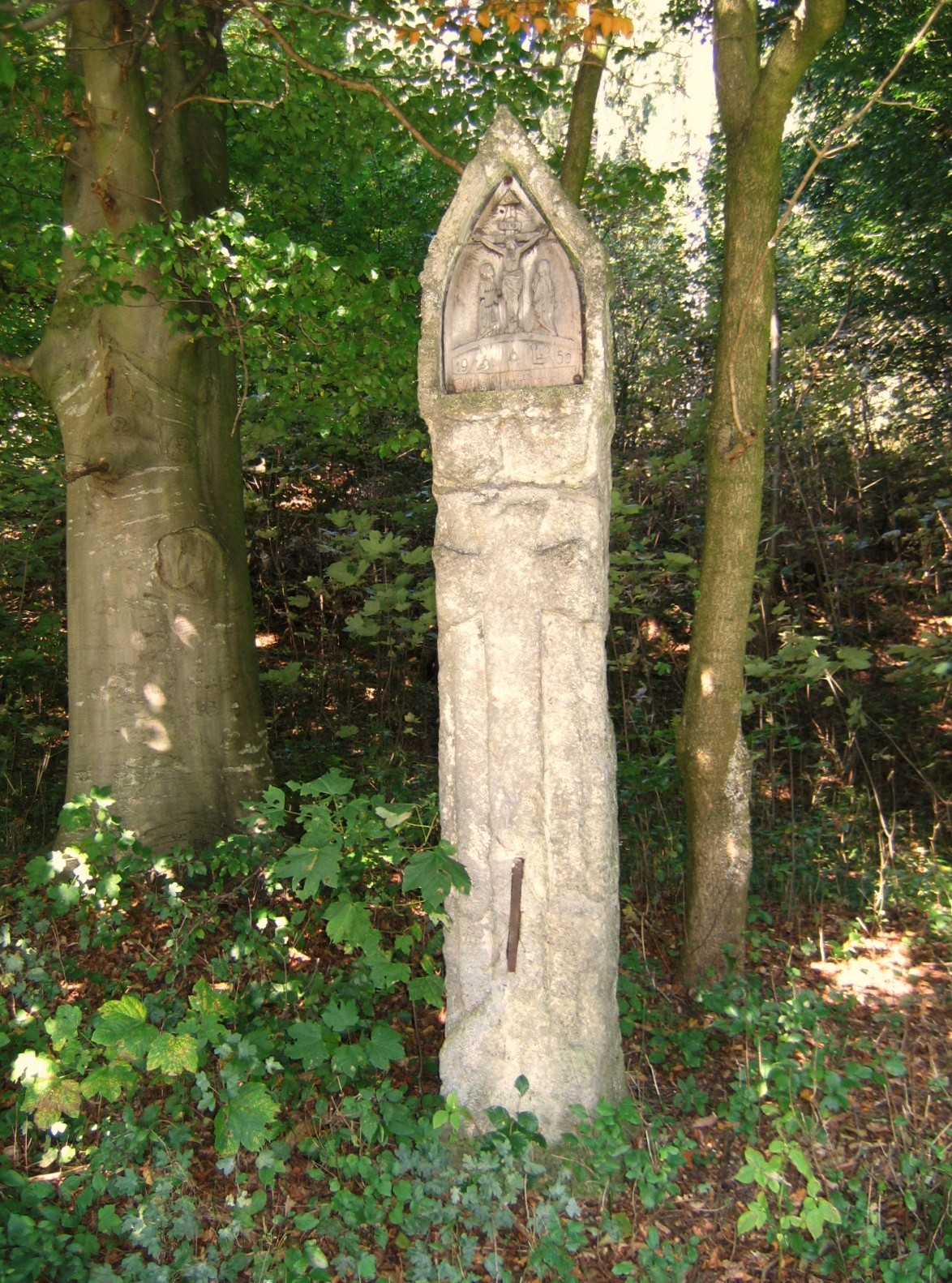
Kirchseeon (ca. 1635)
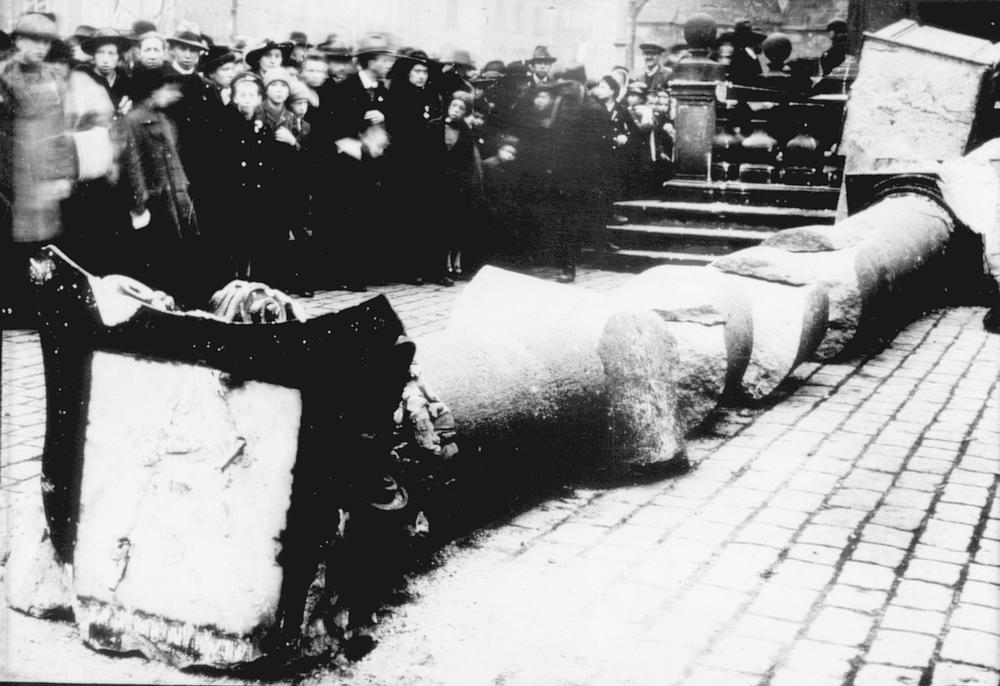
Zerstörte Mariensäule in Prag (1650)
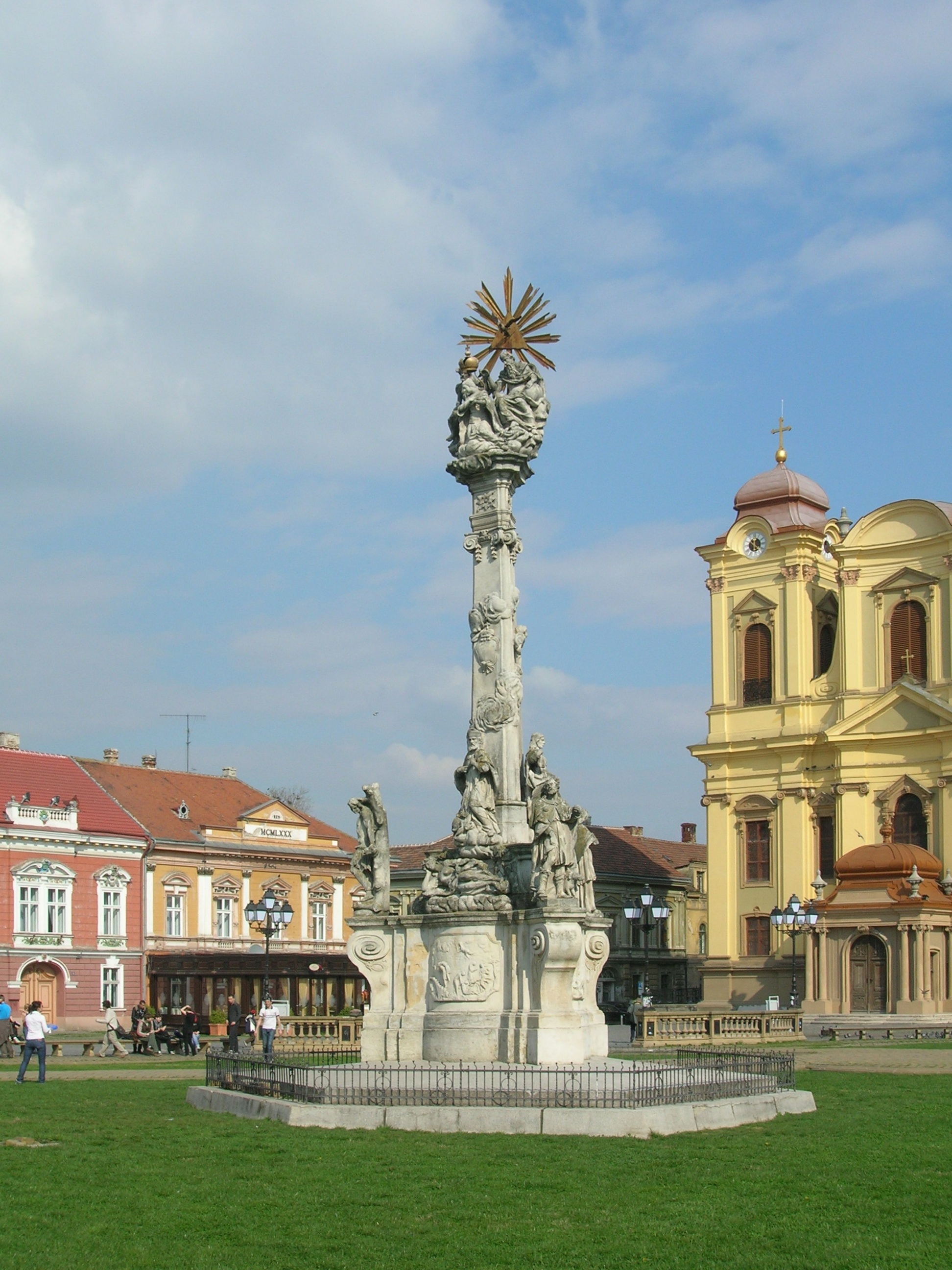
Dreifaltigkeitssäule in Timișoara (1740)
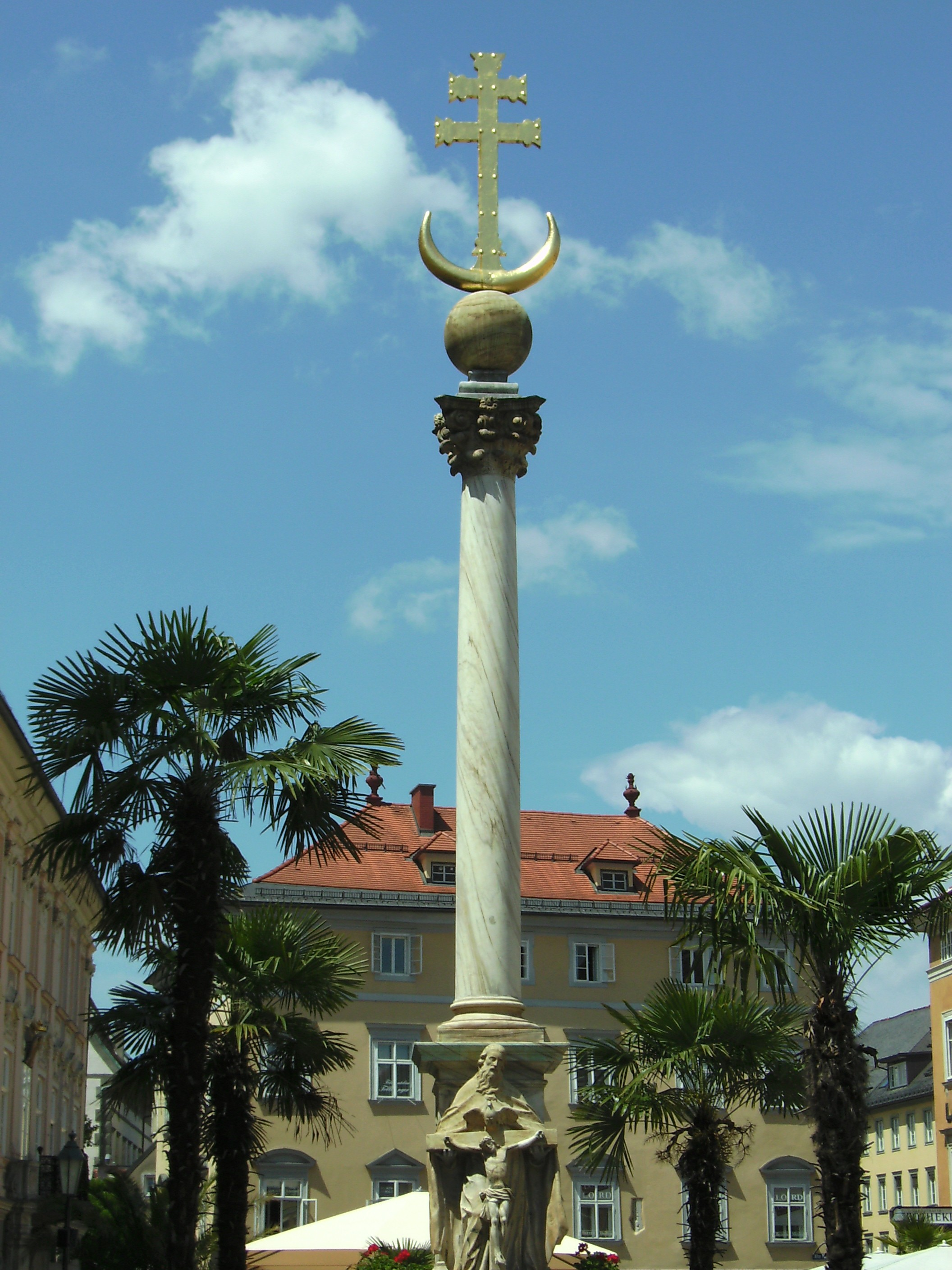
Pestsäule mit Bezug zum Türkenkrieg in Klagenfurt (Alter Platz) (um 1700)
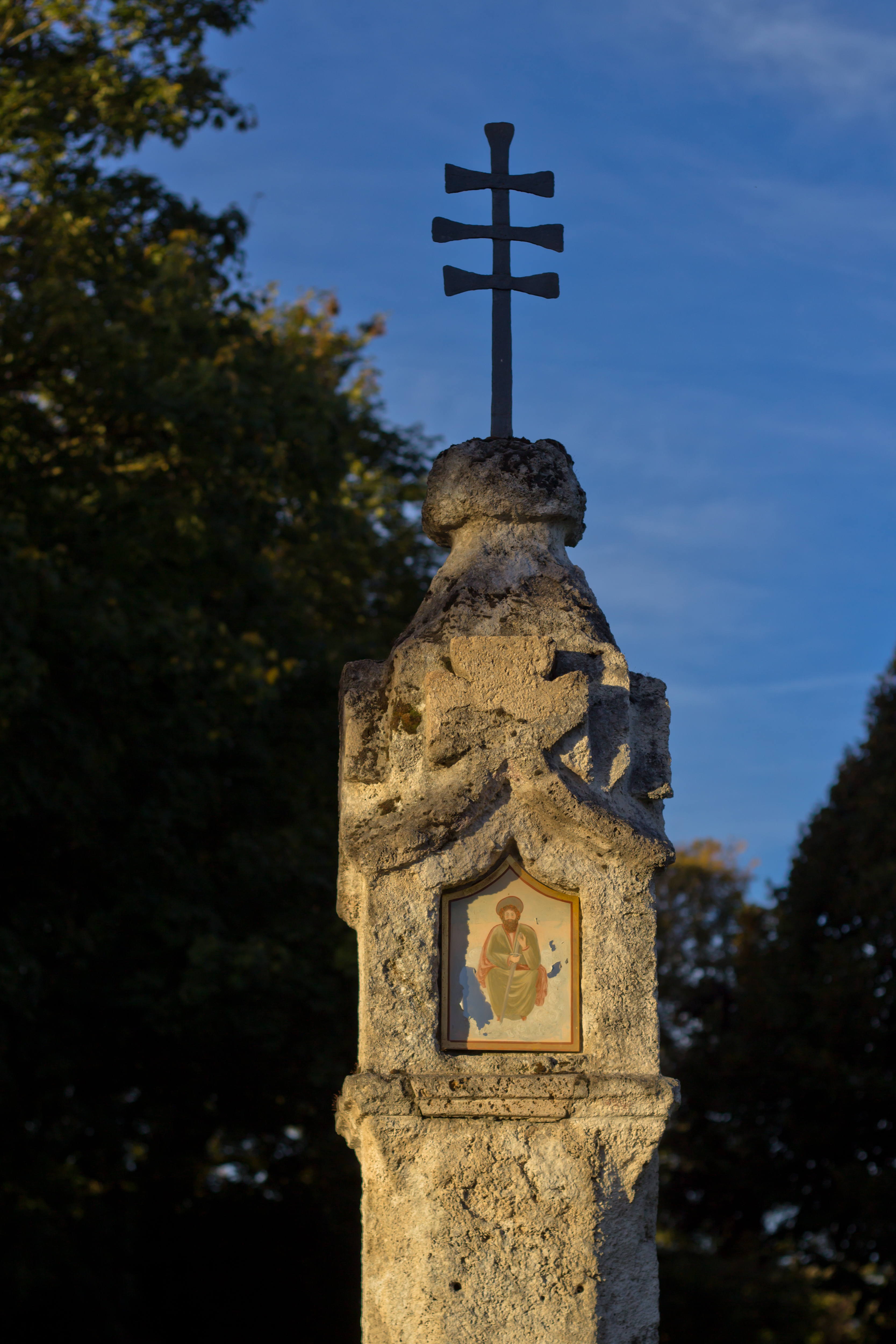
Pestsäule in Feldkirchen-Westerham,  Kalktuff, wohl 16. Jh.
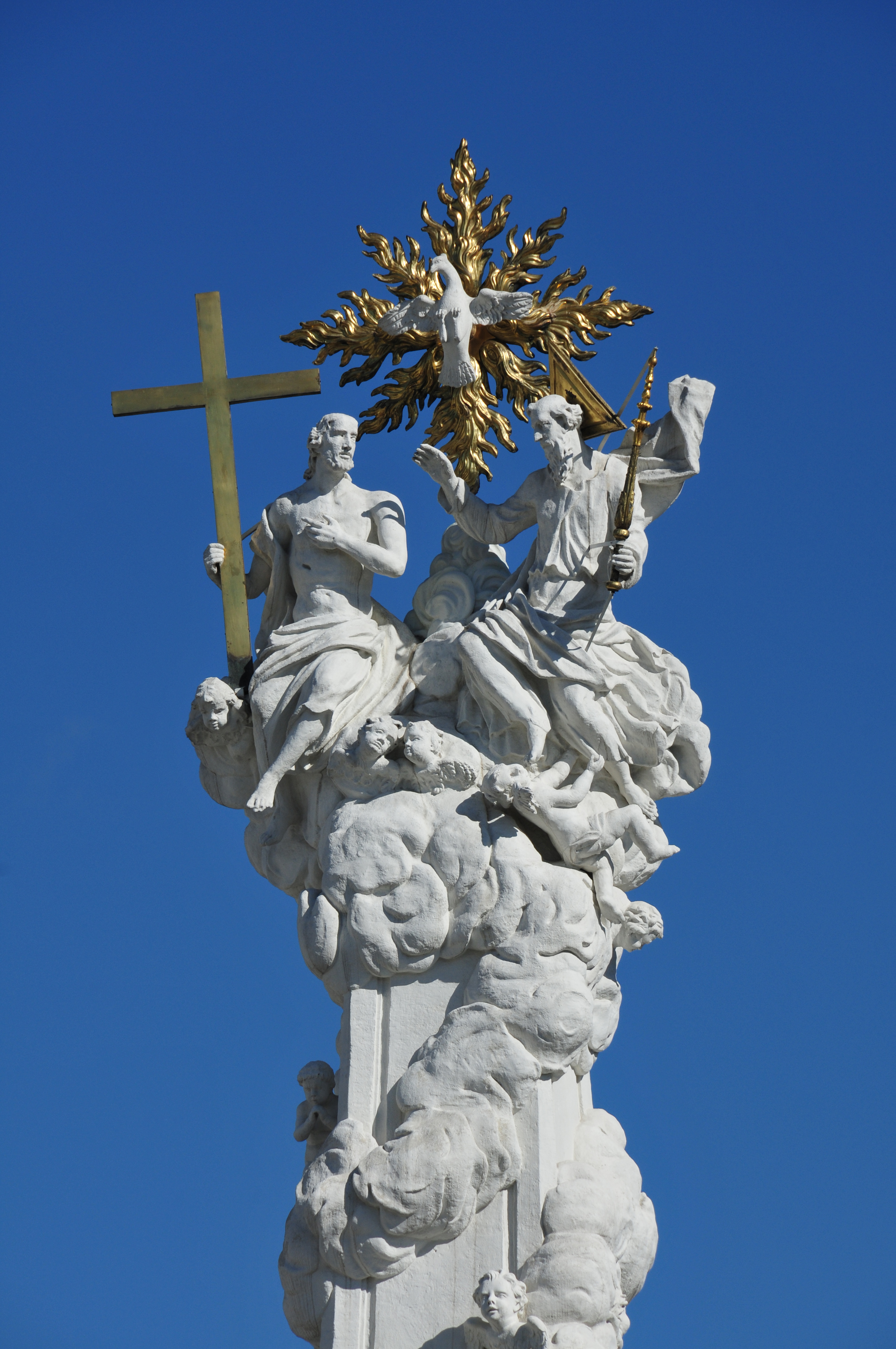
Spitze der Dreifaltigkeitssäule in St. Pölten
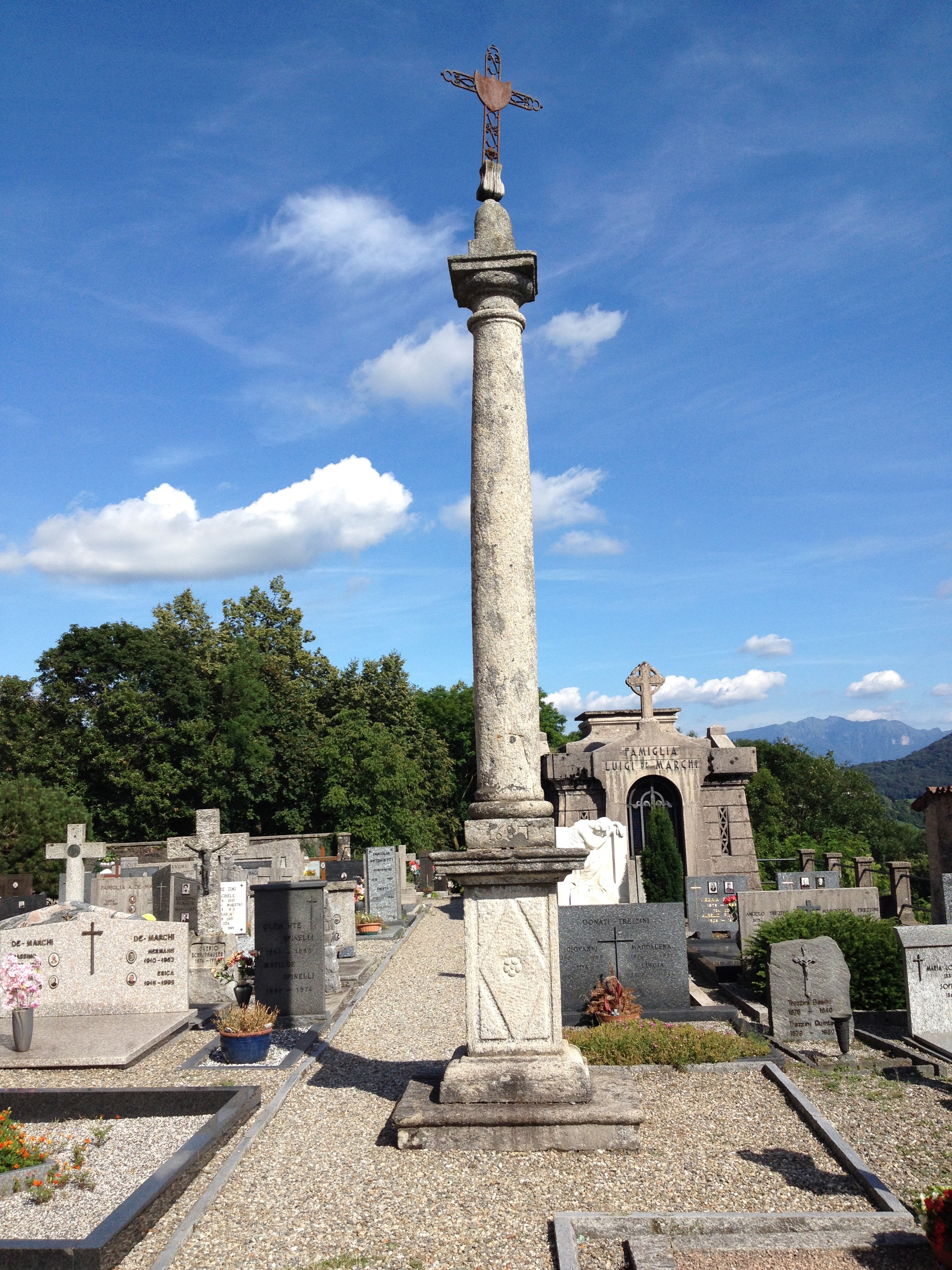
Pestsäule im Friedhof von Astano (1687)
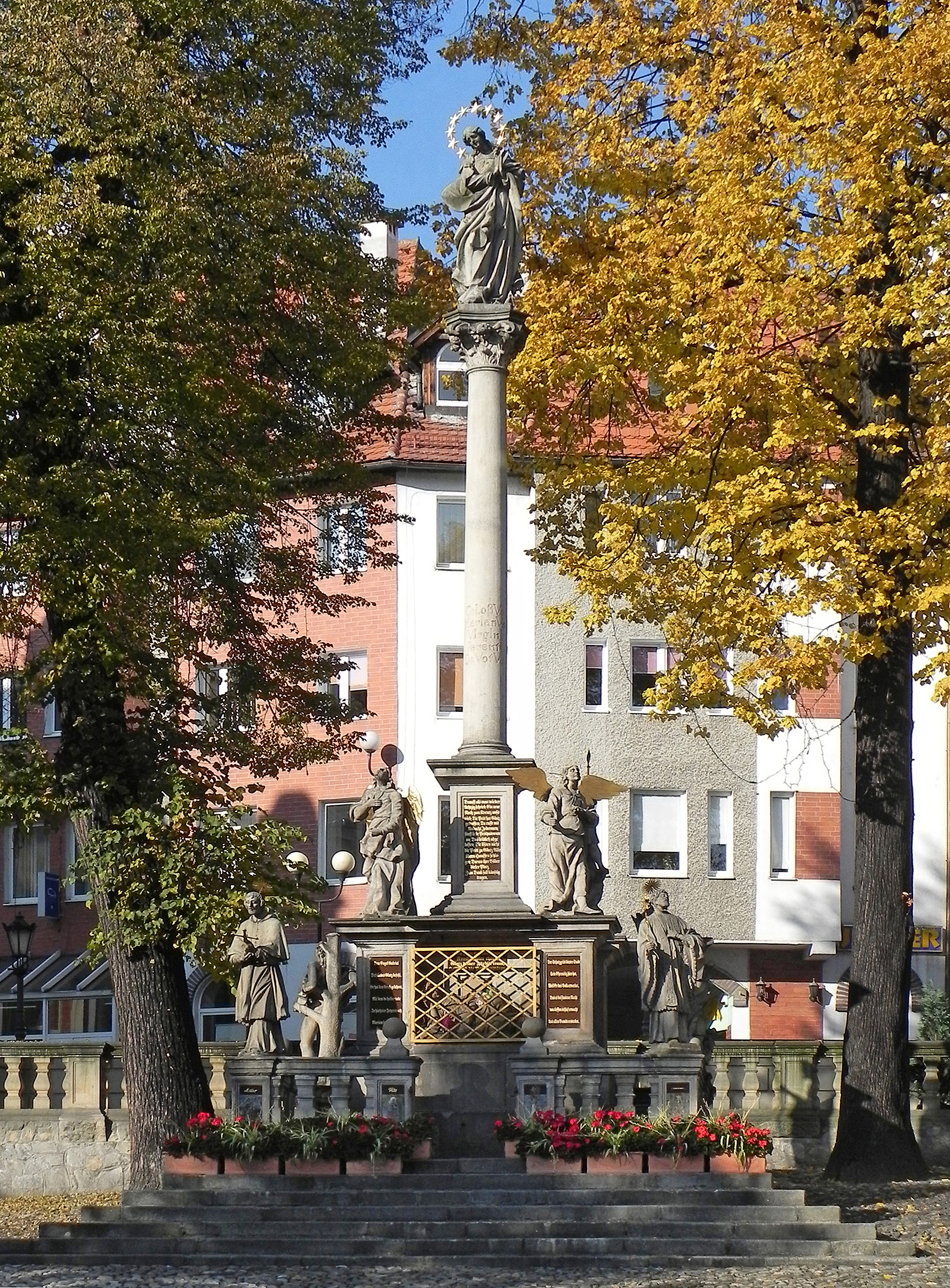
Mariensäule in Kłodzko